# Васил Стоянов (опълченец)
Вижте пояснителната страница за други личности с името Васил Стоянов.
Васил Стоилов Стоянов е участник в Руско-турската война (1877 – 1878), опълченец в Българското опълчение.

## Биография
Васил Стоянов е роден през 1854 г. в град Кюстендил. След обявяване на Руско-турската война постъпва в Българското опълчение на 29 април 1877 година, в 6-а опълченска дружина, и служи до 28 юли 1878 година. Участва в разгрома на турците при село Ветрен, Казанлъшко, на 4 юли, при Казанлък на 5 юли и в сраженията при Шейново на 28 декември 1877 г. Награден е с орден за храброст IV степен и медал за участие във войната. След уволнението се завръща и живее в Кюстендил.
През 1928 г. е удостоен със званието „Почетен гражданин на град Кюстендил“.